# Associazione Calcio Hellas Verona 1973-1974
Questa voce raccoglie le informazioni riguardanti l'Associazione Calcio Hellas Verona nelle competizioni ufficiali della stagione 1973-1974.

## Stagione
Sempre guidati da Giancarlo Cadè, i gialloblù raccolgono 25 punti, frutto di 8 vittorie, 9 pareggi e 25 sconfitte. La più grossa dell'andata è il 5-1 incassato in casa della Juventus, contro la quale il ritorno finisce in bianco. Nel ritorno sono da segnalare la vittoria sul Milan (2-1) e l'immediatamente successivo tonfo contro la Lazio, in corsa per il suo primo storico scudetto. La stagione termina con quattro risultati utili consecutivi che permettono alla squadra di ottenere la salvezza per un solo punto all'ultima giornata sul Foggia, unica superstite dopo le retrocessioni delle due genovesi.
Proprio il Foggia chiede di aprire indagini contro la società scaligera riguardo allo scandalo della telefonata, in cui il patron del Verona Garonzi garantiva al suo ex-attaccante Sergio Clerici (passato al Napoli con una vicenda a tratti violenta a causa della dirigenza azzurra) una cifra di denaro per aprire una concessionaria FIAT una volta ritiratosi. La telefonata viene negata da Garonzi e confermata da Clerici e il direttore sportivo del Napoli e il giudice sportivo decide declassamento all'ultimo posto per il Verona, revoca di sei punti al Foggia e tre alla Sampdoria, che mantiene la categoria.

## Rosa
| N. |                   | Ruolo | Calciatore        |
| -- | ----------------- | ----- | ----------------- |
|    | Italia (bandiera) | P     | Pierangelo Belli  |
|    | Italia (bandiera) | P     | Flavio Bertucco   |
|    | Italia (bandiera) | P     | Mario Giacomi     |
|    | Italia (bandiera) | P     | Giuseppe Porrino  |
|    | Italia (bandiera) | D     | Klaus Bachlechner |
|    | Italia (bandiera) | D     | Aldo Bet          |
|    | Italia (bandiera) | D     | Glauco Cozzi      |
|    | Italia (bandiera) | D     | Luigi Mascalaito  |
|    | Italia (bandiera) | D     | Franco Nanni      |
|    | Italia (bandiera) | D     | Roberto Ranghino  |
|    | Italia (bandiera) | D     | Paolo Sirena      |
|    | Italia (bandiera) | C     | Pierluigi Busatta |

| N. |                   | Ruolo | Calciatore         |
| -- | ----------------- | ----- | ------------------ |
|    | Italia (bandiera) | C     | Giordano Cinquetti |
|    | Italia (bandiera) | C     | Walter Franzot     |
|    | Italia (bandiera) | C     | Sergio Maddè       |
|    | Italia (bandiera) | C     | Roberto Mazzanti   |
|    | Italia (bandiera) | C     | Sergio Vriz        |
|    | Italia (bandiera) | C     | Renato Zaccarelli  |
|    | Italia (bandiera) | A     | Rosario Castronovo |
|    | Italia (bandiera) | A     | Giuseppe Fagni     |
|    | Italia (bandiera) | A     | Livio Luppi        |
|    | Italia (bandiera) | A     | Bruno Pace         |
|    | Italia (bandiera) | A     | Gianfranco Zigoni  |

## Calciomercato

### Sessione estiva(fino al 13 luglio 1973)
| Acquisti | Acquisti           | Acquisti     | Acquisti   |
| R.       | Nome               | da           | Modalità   |
| -------- | ------------------ | ------------ | ---------- |
| P        | Pierangelo Belli   | Milan        | definitivo |
| P        | Giuseppe Porrino   | Casertana    | definitivo |
| D        | Aldo Bet           | Roma         | definitivo |
| C        | Walter Franzot     | Roma         | definitivo |
| C        | Sergio Maddè       | Torino       | definitivo |
| C        | Sergio Vriz        | Chieti       | definitivo |
| A        | Rosario Castronovo | Riccione     | definitivo |
| A        | Giuseppe Fagni     | Montebelluna | definitivo |
| A        | Giorgio Mariani    | Napoli       | definitivo |
| A        | Bruno Pace         | Palermo      | definitivo |

| Cessioni | Cessioni              | Cessioni | Cessioni   |
| R.       | Nome                  | a        | Modalità   |
| -------- | --------------------- | -------- | ---------- |
| P        | Angelo Colombo        | Omegna   | definitivo |
| P        | Pier Luigi Pizzaballa | Milan    | definitivo |
| D        | Alberto Batistoni     | Roma     | definitivo |
| C        | Giordano Cinquetti    | Rimini   | definitivo |
| C        | Giorgio Maioli        | Lecco    | definitivo |
| A        | Franco Bergamaschi    | Milan    | definitivo |
| A        | Nicola Ciccolo        | Chievo   | definitivo |
| A        | Claudio Ciceri        | Chieti   | definitivo |
| A        | Carlo Jacomuzzi       | Ternana  | definitivo |
| A        | Giorgio Mariani       | Palermo  | definitivo |
| A        | Emiliano Mascetti     | Torino   | definitivo |

## Risultati

### Serie A

#### Girone di andata
| Arbitro: | Branzoni (Pavia) |

|                           |           |           |
| Desolati 5’ Speggiorin 7’ | Marcatori | 89’ Luppi |

| Arbitro: | R. Lattanzi (Roma) |

|           |           |                                      |
| Luppi 20’ | Marcatori | 47’ (rig.), 65’ Boninsegna 81’ Massa |

| Arbitro: | Lazzaroni (Milano) |

|            |           |  |
| Toschi 50’ | Marcatori |  |

| Arbitro: | Ciacci (Firenze) |

|           |           |            |
| Luppi 10’ | Marcatori | 1’ Damiani |

| Arbitro: | Menicucci (Firenze) |

|                  |           |  |
| Prati 68’ (rig.) | Marcatori |  |

| Arbitro: | Gussoni (Tradate) |

|                       |           |  |
| Busatta 29’ Luppi 87’ | Marcatori |  |

| Arbitro: | Reggiani (Bologna) |

|                                                           |           |                |
| Cuccureddu 25’, 26’ Causio 52’ Bet 60’ (aut.) Bettega 66’ | Marcatori | 48’ Zaccarelli |

| Arbitro: | Trono (Torino) |

|                |           |  |
| Zaccarelli 61’ | Marcatori |  |

| Arbitro: | Trinchieri (Reggio Emilia) |

|                             |           |             |
| Benetti 31’ Bergamaschi 65’ | Marcatori | 79’ Busatta |

| Arbitro: | Gonella (Torino) |

|  |           |                  |
|  | Marcatori | 36’ Garlaschelli |

| Arbitro: | Branzoni (Pavia) |

|                             |           |  |
| Cané 31’ Clerici 52’ (rig.) | Marcatori |  |

| Arbitro: | Picasso (Chiavari) |

|             |           |                |
| Busatta 77’ | Marcatori | 82’ Bulgarelli |

| Arbitro: | Michelotti (Parma) |

|                                                      |           |  |
| Pirazzini 26’ (aut.) Zaccarelli 46’ Maddè 71’ (rig.) | Marcatori |  |

| Arbitro: | C. Lo Bello (Siracusa) |

|                  |           |  |
| Corso 46’ (rig.) | Marcatori |  |

| Arbitro: | Menegali (Roma) |

|  |           |              |
|  | Marcatori | 61’ Graziani |

#### Girone di ritorno
| Arbitro: | Panzino (Catanzaro) |

|                  |           |          |
| Maddè 42’ (rig.) | Marcatori | 51’ Caso |

| Milano 10 febbraio 1974, ore 15:00 CET 17ª giornata | Inter           | 0 – 0 | Verona | Stadio San Siro (30 749 spett.)\| Arbitro: \| Giunti (Arezzo) \| |
| Arbitro:                                            | Giunti (Arezzo) |       |        |                                                                  |

| Arbitro: | Motta (Monza) |

|                 |           |                       |
| Zigoni 50’, 81’ | Marcatori | 64’ (rig.) Bertarelli |

| Arbitro: | Gussoni (Tradate) |

|             |           |           |
| Sormani 27’ | Marcatori | 6’ Zigoni |

| Arbitro: | Torelli (Milano) |

|  |           |           |
|  | Marcatori | 76’ Orazi |

| Arbitro: | Reggiani (Bologna) |

|              |           |                |
| Marchesi 24’ | Marcatori | 55’ Zaccarelli |

| Verona 24 marzo 1974, ore 15:00 CET 22ª giornata | Verona          | 0 – 0 | Juventus | Stadio Marcantonio Bentegodi (42 185 spett.)\| Arbitro: \| Serafino (Roma) \| |
| Arbitro:                                         | Serafino (Roma) |       |          |                                                                               |

| Arbitro: | Menegali (Roma) |

|                         |           |                  |
| Badiani 44’ Cristin 80’ | Marcatori | 72’ (rig.) Maddè |

| Arbitro: | Gialluisi (Barletta) |

|                                  |           |            |
| Sirena 26’ Zaccarelli 41’ (rig.) | Marcatori | 89’ Turini |

| Arbitro: | Giunti (Arezzo) |

|                                                        |           |                            |
| Bet 9’ (aut.) Garlaschelli 48’ Nanni 75’ Chinaglia 78’ | Marcatori | 25’ Zigoni 44’ (aut.) Oddi |

| Arbitro: | R. Lattanzi (Roma) |

|           |           |  |
| Luppi 33’ | Marcatori |  |

| Arbitro: | Motta (Monza) |

|                    |           |                            |
| Savoldi 45’ (rig.) | Marcatori | 25’ Luppi 71’ (rig.) Maddè |

| Arbitro: | Ciacci (Firenze) |

|               |           |             |
| Pirazzini 78’ | Marcatori | 60’ Busatta |

| Arbitro: | Serafino (Roma) |

|                                       |           |  |
| Derlin 37’ (aut.) Spalazzi 44’ (aut.) | Marcatori |  |

| Torino 19 maggio 1974, ore 16:00 CET 30ª giornata | Torino             | 0 – 0 | Verona | Stadio Comunale (34 534 spett.)\| Arbitro: \| Picasso (Chiavari) \| |
| Arbitro:                                          | Picasso (Chiavari) |       |        |                                                                     |

### Coppa Italia

#### Primo turno
| Arbitro: | Menegali (Roma) |

|             |           |                  |
| Busatta 52’ | Marcatori | 10’ (rig.) Merlo |

| Arbitro: | Martinelli (Catanzaro) |

|           |           |                                           |
| Urban 37’ | Marcatori | 31’ (aut.) Baiardo 70’ Zigoni 83’ Busatta |

| Bari 16 settembre 1973, ore 16:30 CEST Gruppo 3 - 4ª giornata | Bari               | 2 – 0 a tavolino | Verona | Stadio della Vittoria\| Arbitro: \| Reggiani (Bologna) \| |
| Arbitro:                                                      | Reggiani (Bologna) |                  |        |                                                           |

| Verona 23 settembre 1973, ore 16:30 CEST Gruppo 3 - 5ª giornata | Verona          | 0 – 0 | Palermo | Stadio Marcantonio Bentegodi\| Arbitro: \| Serafino (Roma) \| |
| Arbitro:                                                        | Serafino (Roma) |       |         |                                                               |

## Statistiche

### Statistiche di squadra
| Competizione | Punti | In casa | In casa | In casa | In casa | In casa | In casa | In trasferta | In trasferta | In trasferta | In trasferta | In trasferta | In trasferta | Totale | Totale | Totale | Totale | Totale | Totale | D.R. |
| Competizione | Punti | G       | V       | N       | P       | Gf      | Gs      | G            | V            | N            | P            | Gf           | Gs           | G      | V      | N      | P      | Gf     | Gs     | D.R. |
| ------------ | ----- | ------- | ------- | ------- | ------- | ------- | ------- | ------------ | ------------ | ------------ | ------------ | ------------ | ------------ | ------ | ------ | ------ | ------ | ------ | ------ | ---- |
| Serie A      | 25    | 15      | 7       | 4       | 4       | 17      | 11      | 15           | 1            | 5            | 9            | 11           | 24           | 30     | 8      | 9      | 13     | 28     | 35     | -7   |
| Coppa Italia | -     | 2       | 0       | 2       | 0       | 1       | 1       | 2            | 1            | 0            | 1            | 3            | 3            | 4      | 1      | 2      | 1      | 4      | 4      | 0    |
| Totale       | 25    | 17      | 7       | 6       | 4       | 18      | 12      | 17           | 2            | 5            | 10           | 14           | 27           | 34     | 9      | 11     | 14     | 32     | 39     | -7   |

### Andamento in campionato
| Giornata  | 1  | 2  | 3  | 4  | 5  | 6  | 7  | 8  | 9  | 10 | 11 | 12 | 13 | 14 | 15 | 16 | 17 | 18 | 19 | 20 | 21 | 22 | 23 | 24 | 25 | 26 | 27 | 28 | 29 | 30 |
| --------- | -- | -- | -- | -- | -- | -- | -- | -- | -- | -- | -- | -- | -- | -- | -- | -- | -- | -- | -- | -- | -- | -- | -- | -- | -- | -- | -- | -- | -- | -- |
| Luogo     | T  | C  | T  | C  | T  | C  | T  | C  | T  | C  | T  | C  | C  | T  | C  | C  | T  | C  | T  | C  | T  | C  | T  | C  | T  | C  | T  | T  | C  | T  |
| Risultato | P  | P  | P  | N  | P  | V  | P  | V  | P  | P  | P  | N  | V  | P  | P  | N  | N  | V  | N  | P  | N  | N  | P  | V  | P  | V  | V  | N  | V  | N  |
| Posizione | 14 | 14 | 16 | 15 | 16 | 15 | 16 | 13 | 15 | 15 | 16 | 15 | 13 | 14 | 15 | 15 | 15 | 13 | 13 | 14 | 14 | 14 | 15 | 14 | 14 | 14 | 14 | 14 | 13 | 13 |

Legenda:

Luogo: C = Casa; T = Trasferta. Risultato: V = Vittoria; N = Pareggio; P = Sconfitta.

### Statistiche dei giocatori
Sono in corsivo i calciatori che hanno lasciato la società a stagione in corso.
| Giocatore      | Serie A  | Serie A | Serie A     | Serie A    | Coppa Italia | Coppa Italia | Coppa Italia | Coppa Italia | Totale   | Totale | Totale      | Totale     |
| Giocatore      | Presenze | Reti    | Ammonizioni | Espulsioni | Presenze     | Reti         | Ammonizioni  | Espulsioni   | Presenze | Reti   | Ammonizioni | Espulsioni |
| -------------- | -------- | ------- | ----------- | ---------- | ------------ | ------------ | ------------ | ------------ | -------- | ------ | ----------- | ---------- |
| K. Bachlechner | 3        | 0       | ?           | ?          | -            | -            | -            | -            | 3        | 0      | 0+          | 0+         |
| P. Belli       | 9        | -13     | ?           | ?          | 3            | -2           | ?            | ?            | 12       | -15    | ?           | ?          |
| F. Bertucco    | 0        | 0       | ?           | ?          | -            | -            | -            | -            | 0        | 0      | 0+          | 0+         |
| A. Bet         | 30       | 0       | ?           | ?          | 3            | 0            | ?            | ?            | 33       | 0      | ?           | ?          |
| P. Busatta     | 24       | 4       | ?           | ?          | 3            | 2            | ?            | ?            | 27       | 6      | ?           | ?          |
| R. Castronovo  | 7        | 0       | ?           | ?          | 1            | 0            | ?            | ?            | 8        | 0      | ?           | ?          |
| G. Cinquetti   | 1        | 0       | ?           | ?          | -            | -            | -            | -            | 1        | 0      | 0+          | 0+         |
| G. Cozzi       | 19       | 0       | ?           | ?          | 1            | 0            | ?            | ?            | 20       | 0      | ?           | ?          |
| G. Fagni       | 17       | 0       | ?           | ?          | 1            | 0            | ?            | ?            | 18       | 0      | ?           | ?          |
| W. Franzot     | 25       | 0       | ?           | ?          | 3            | 0            | ?            | ?            | 28       | 0      | ?           | ?          |
| M. Giacomi     | 10       | -9      | ?           | ?          | -            | -            | -            | -            | 10       | -9     | 0+          | 0+         |
| L. Luppi       | 20       | 6       | ?           | ?          | 2            | 0            | ?            | ?            | 22       | 6      | ?           | ?          |
| S. Maddè       | 26       | 4       | ?           | ?          | 2            | 0            | ?            | ?            | 28       | 4      | ?           | ?          |
| L. Mascalaito  | 23       | 0       | ?           | ?          | 3            | 0            | ?            | ?            | 26       | 0      | ?           | ?          |
| R. Mazzanti    | 19       | 0       | ?           | ?          | 2            | 0            | ?            | ?            | 21       | 0      | ?           | ?          |
| F. Nanni       | 19       | 0       | ?           | ?          | 2            | 0            | ?            | ?            | 21       | 0      | ?           | ?          |
| B. Pace        | 14       | 0       | ?           | ?          | 2            | 0            | ?            | ?            | 16       | 0      | ?           | ?          |
| G. Porrino     | 12       | -13     | ?           | ?          | -            | -            | -            | -            | 12       | -13    | 0+          | 0+         |
| R. Ranghino    | 6        | 0       | ?           | ?          | 2            | 0            | ?            | ?            | 8        | 0      | ?           | ?          |
| P. Sirena      | 30       | 0       | ?           | ?          | 3            | 0            | ?            | ?            | 33       | 0      | ?           | ?          |
| S. Vriz        | 2        | 0       | ?           | ?          | 1            | 0            | ?            | ?            | 3        | 0      | ?           | ?          |
| R. Zaccarelli  | 30       | 5       | ?           | ?          | 3            | 0            | ?            | ?            | 33       | 5      | ?           | ?          |
| G. Zigoni      | 15       | 4       | ?           | ?          | 2            | 1            | ?            | ?            | 17       | 5      | ?           | ?          |